# Seed7
Seed7 este un limbaj de programare universal conceput în anul 2005 de către Thomas Mertes. Este un limbaj de programare de nivel mai înalt decât Ada, Java, C sau C++.
Pentru Seed7 există atât un interpretator cât și un compilator. Compilatorul generează un program în C, care, pentru a fi executat, la rândul său trebuie și el compilat.